# Família Muzalon
Muzalon ou Mouzalon (em grego: Μουζάλων) foi uma família bizantina atestada do século XI ao XV, que produziu certo número de funcionários e altos dignitários. A família chegou a seu pico nos anos 1250, quando apreciou o patrocínio do imperador Teodoro II Láscaris (r. 1254–1258), mas foi em grande parte expurgada pelas grande famílias aristocráticas após sua morte. A forma feminina do nome é Muzalonissa (em grego: Μουζαλώνισσα).

## História e membros

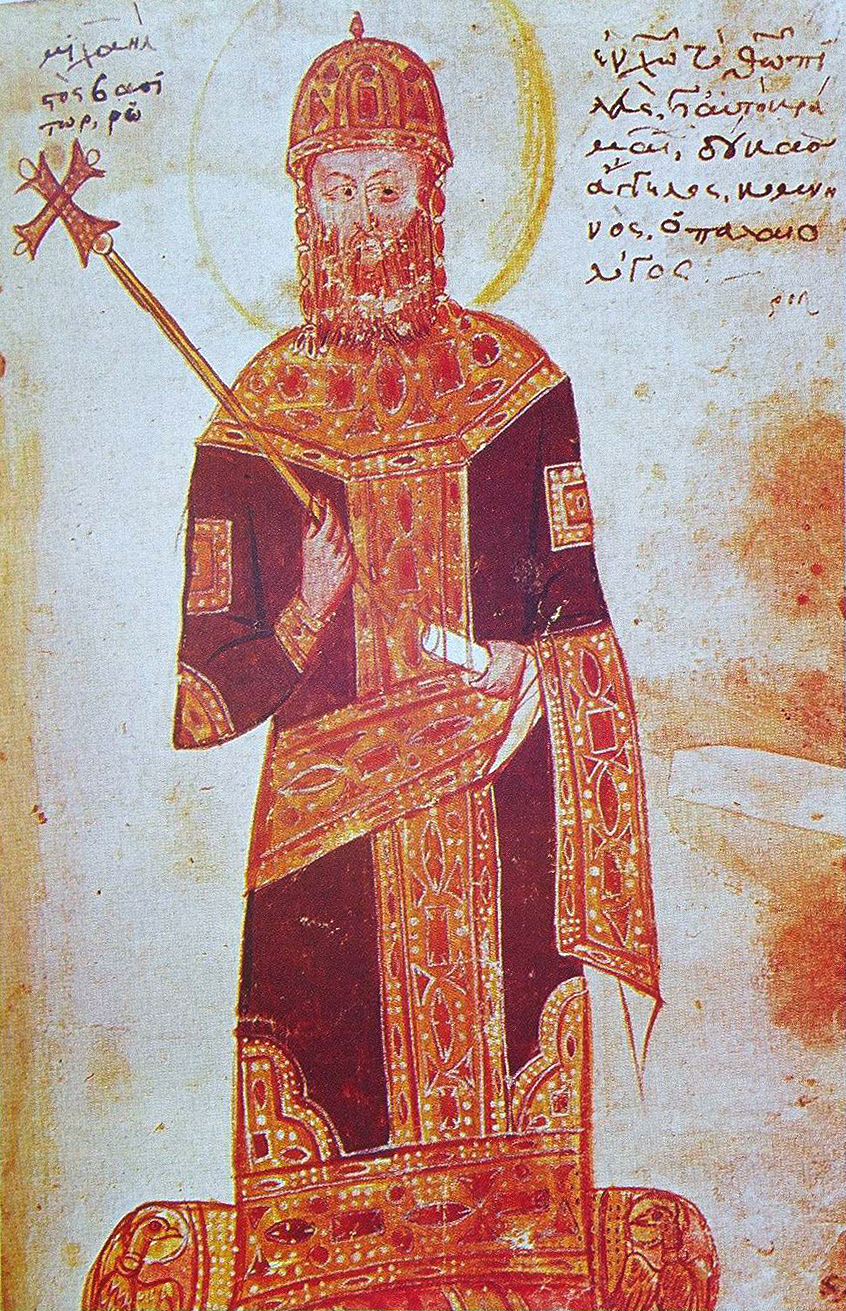
Miniatura do imperador Miguel VIII Paleólogo r., o instigador da morte dos irmãos Muzalon.

Os primeiros membros conhecidos da família são atestados em selos do século XI. Um deles registra Teófano Muzalonissa, "arcontesa dos Rus'". Tem sido sugerido que ela foi a esposa de Olegue I de Czernicóvia, senhor de Tamatarcha, mas é também possível que tenha sido simplesmente a esposa de um arconte bizantino do cidade portuária e base de Rósia, que situava-se próxima a Tamatarcha. No final do século XI, Nicolas Muzalon, tornou-se arcebispo do Chipre e mais tarde, em 1147-1151, patriarca de Constantinopla. Outro membro da família, Constantino Muzalon, foi um notário patriarcal.
Os mais proeminentes membros da família contudo foram os irmãos Muzalon de Adramício. Eles entraram em serviço como pajens do jovem imperador Teodoro II Láscaris, e tornaram-se seus companheiros de infância. Apesar de serem de origem humilde, com a ascensão de Teodoro eles foram recompensados com os mais altos ofícios do Estado. Seu amigo próximo Jorge Muzalon foi feito grande doméstico (comandante-em-chefe do exército) e depois protovestiário (camareiro) e grande estratopedarca, um ofício criado especialmente para ele. O irmão de Jorge, Andrônico, foi feito protovestiário e depois sucedeu seu irmão como grande doméstico, enquanto Teodoro, o irmãos mais velho, foi feito protocínego (protokynegos; caçador chefe). Este fator sem precedentes para homens da plebe, bem como seus casamentos posteriores, por iniciativa do imperador, com mulheres proeminentes de famílias nobres, despertaram a inimizade da aristocracia tradicional. Teodoro II morreu em agosto de 1258 devido a enfermidade, deixando Jorge Muzalon como regente de seu filho e sucessor João IV Láscaris (r. 1259–1261). Poucos dias depois da morte do imperador, no entanto, uma conspiração aristocrática liderada pelo futuro imperador Miguel VIII Paleólogo (r. 1259–1282) arranjou seu assassinato por soldados amotinados durante um serviço memorial para o imperador falecido.
Os irmãos Muzalon tinham ao menos outras duas irmãs, uma delas casada com um membro da família Hagioteodorita. O nome do outro marido é desconhecido, embora é sabido que foi assassinado junto com seus cunhados. Outros membros contemporâneos da família, de relação incerta com os irmãos, inclui um governador de Niceia, cujo nome é desconhecido, e o místico e cartulário do canícula João Muzalon.
Um Teodoro Muzalon aparece posteriormente como logóteta geral de Miguel VIII. Tem sido sugerido que ele é o mais velho dos irmãos assassinados, mas não é certo. Após discordar do imperador devido suas políticas religiosas unionistas, ele foi demitido e açoitado, mas voltou a exercer função sob Andrônico II Paleólogo (r. 1282–1328). Sua filha Eudóxia casou-se com Constantino Paleólogo, o segundo filho do imperador. Sob Andrônico II, a família também recuperou ofícios militares: Estêvão Muzalon foi grande drungário da frota e conduziu as negociações com a Companhia Catalã, enquanto o heteriarca Jorge Muzalon liderou as forças bizantinas na Batalha de Bafeu contra os otomanos em 1302. O aristocrata João Muzalon é mencionado no final do século, enquanto o último membro conhecido da família é o "médico filósofo" Demétrio Muzalon do século XV.